# Carlos Kunz
Carlos Kunz (n. San Salvador de Jujuy, 28 de febrero de 1891 - San Salvador de Jujuy, 6 de febrero de 1959) fue un empresario y político conservador argentino, de trayectoria destacada en la provincia de Jujuy, que ejerció como interventor federal interino de facto durante unos días en diciembre del año 1943, en el marco de la sublevación que tuvo lugar ese mismo año, hasta la asunción del interventor designado, Emilio Forcher.
Nació en San Salvador de Jujuy, hijo de Emilio Kunz, inmigrante suizo que trabajara como técnico en la Empresa de Correos y Telégrafos nacional, prestando servicio primero en Paraná, Entre Ríos, y luego en la capital jujeña, donde contrajo matrimonio con María Sánchez, perteneciente a una familia tradicional jujeña. Kunz cursó sus estudios primarios en la Escuela Normal Mixta y el bachillerato en el Colegio Nacional. Siguió un curso de telegrafía y se dedicó al comercio y al ramo de la especialidad de óptica.
El 1 de abril de 1934, luego de un mes como Director titular, fue designado Gerente del Banco de la Provincia de Jujuy, puesto que ocuparía hasta el 26 de enero de 1940. Ese día renunció a su cargo al ser consagrado candidato del gobernante Partido Popular para gobernador de Jujuy en las elecciones provinciales de marzo. Su compañero de fórmula fue Antonino López Iriarte, que ya había actuado como interventor de facto por una semana en 1932, durante la dictadura militar de José Félix Uriburu, hasta la jura de Fenelón Quintana como gobernador electo. La fórmula oficialista resultó contundentemente derrotada por el binomio de la Unión Cívica Radical, Raúl Bertrés-Alberto Pasquini, y se realizaron denuncias de fraude electoral en contra del partido en las pocas zonas de la provincia donde ganó.
Después de las elecciones, el débil gobierno radical entre 1940 y 1942 fue sucedido por una intervención federal y un nuevo gobierno elegido en comicios fraudulentos y encabezado por Fenelón Quintana, que duró hasta junio de 1943, cuando se produjo el golpe de Estado que derrocó al régimen conservador e intervino todas las provincias. El 4 de diciembre, luego de la renuncia de Manuel Sueiro como interventor de Jujuy, fue designado Emilio Forcher como su sucesor. Entre la designación de Forcher y la llegada de este a la provincia, Kunz asumió como interventor interino.
En diciembre de 1944 retornó al Banco de la Provincia de Jujuy en calidad de Gerente primero y de Director Titular en representación de los accionistas. Se mantuvo en el cargo hasta que los problemas de salud forzaron su retiro, falleciendo finalmente en febrero de 1959, pocas semanas antes de cumplir 68 años.